# František Cvinček
František Cvinček (25. října 1908 – 10. března 1985) byl slovenský a československý politik a poválečný poslanec Ústavodárného Národního shromáždění za Demokratickou stranu.

## Biografie
V parlamentních volbách v roce 1946 se stal členem Ústavodárného Národního shromáždění za Demokratickou stranu. V parlamentu setrval formálně do parlamentních voleb v roce 1948.